# 小林大介
小林 大介（こばやし だいすけ、1978年 - ）は、日本の映画監督。高知県四万十市出身。
劇団「花組芝居」に所属している俳優の小林大介とは、同姓同名の別人である。

## 略歴
高校卒業後は自衛隊に入隊するが、一任期を修了後、カナダに留学する。
2001年、トロントフィルムスクール映画学部に入学。卒業後は帰国し、助監督として活動を開始する。
2014年7月5日、映画『青鬼』の公開をもって、劇場映画監督デビューを果たす。

## 主な助監督作品
- LOFT ロフト（2005年、黒沢清監督）
- タイヨウのうた（2006年、小泉徳宏監督）
- 46億年の恋（2006年、三池崇史監督）
- どろろ（2007年、塩田明彦監督）
- クワイエットルームにようこそ（2007年、松尾スズキ監督）
- さまよう刃（2009年、益子昌一監督）
- 漫才ギャング（2011年、品川ヒロシ監督）
- バイロケーション（2014年、安里麻里監督）

## 主な監督作品
- 青鬼（2014年）
- ぼくらのふしだら（2025年）